# 1. Lig de 2000–01
A 1. Lig de 2000–01 foi a 43ª temporada do Campeonato Turco de Futebol. Foi disputada entre 11 de agosto de 2000 e 26 de maio de 2001. O Fenerbahçe voltou a sagrar-se campeão após sua última conquista na temporada 1995–96 e impediu o arquirrival Galatasaray, vice-campeão da temporada, de conquistar um inédito pentacampeonato consecutivo ao encerrar a competição 3 pontos à frente na classificação geral. A artilharia do campeonato ficou a cargo de Okan Yılmaz, atacante do Bursaspor, que marcou ao todo 23 gols.
Por sua vez, Siirtspor, Erzurumspor e Adanaspor desempenharam as 3 piores campanhas do campeonato e acabaram rebaixados para a Segunda Divisão Turca ao final da temporada.

## Resumo da temporada
Essa temporada foi marcada por sucessivas reviravoltas na liderança do campeonato. O Galatasaray, clube dominante no país durante os anos 1990 e vencedor de 2 torneios continentais em sequência (Copa da UEFA de 1999–00 e Supercopa da UEFA de 2000), perdeu o título para o arquirrival Fenerbahçe após ter conquistado um tetracampeonato consecutivo nas 4 temporadas anteriores.
O Fenerbahçe, por sua vez, venceu seu 14º título da competição e seu treinador à época, Mustafa Denizli, entrou para a história por ser o primeiro treinador turco a liderar o clube em uma conquista de Campeonato Turco.
Já a grande surpresa do campeonato ficou por conta do Gaziantepspor, clube sediado em Gaziantepe, região sudeste da Turquia, que participou ativamente na luta pelo título durante boa parte do campeonato, tendo sido comandado à época por Erdoğan Arıca. As esperanças de um título inédito tiveram fim após a 29ª rodada, quando foi derrotado fora de casa de forma dolorosa pelo campeão Fenerbahçe por 4–3, depois de ter chegado a marcar um 0–3 ao final do 1º tempo. De qualquer forma, a participação histórica do Gaziantepspor, que terminou a competição na 3ª colocação, lhe assegurou vaga para os playoffs da Copa da UEFA de 2001–02.

## Classificação geral
Atualizado em 26 de maio de 2001
| Campeão Turco 2000–01    |
| ------------------------ |
| Fenerbahçe (14.º título) |

## Resultados
| Mandante \ Visitante | ADA | AGÜ | ANT | BJK | BUR | DEN | ERZ | FNB | GAL | GAZ | GEN | İST | KOC | RİZ | SAM | SRT | TRA | YOZ |
| -------------------- | --- | --- | --- | --- | --- | --- | --- | --- | --- | --- | --- | --- | --- | --- | --- | --- | --- | --- |
| Adanaspor            | —   | 1–3 | 1–1 | 1–1 | 1–1 | 2–3 | 3–3 | 1–1 | 1–2 | 0–1 | 2–3 | 2–2 | 4–4 | 1–0 | 3–5 | 0–2 | 1–7 | 3–3 |
| Ankaragücü           | 4–0 | —   | 1–1 | 1–5 | 1–1 | 3–1 | 5–2 | 2–1 | 1–3 | 1–1 | 2–3 | 1–1 | 1–0 | 4–0 | 2–0 | 4–1 | 2–4 | 4–0 |
| Antalyaspor          | 2–1 | 3–4 | —   | 1–2 | 2–1 | 4–1 | 1–0 | 0–1 | 0–1 | 2–2 | 4–2 | 2–2 | 2–2 | 2–1 | 2–2 | 1–3 | 2–3 | 1–1 |
| Beşiktaş             | 2–1 | 4–0 | 4–2 | —   | 2–1 | 1–1 | 2–0 | 3–0 | 3–1 | 2–4 | 0–3 | 2–0 | 3–2 | 2–1 | 0–0 | 5–1 | 3–1 | 3–0 |
| Bursaspor            | 2–1 | 2–3 | 4–0 | 0–1 | —   | 2–1 | 6–0 | 2–2 | 0–2 | 3–3 | 2–0 | 2–5 | 1–1 | 2–1 | 0–2 | 3–2 | 4–2 | 1–4 |
| Denizlispor          | 4–2 | 2–0 | 1–1 | 2–2 | 1–1 | —   | 3–1 | 2–1 | 0–1 | 2–3 | 0–0 | 0–4 | 2–1 | 0–0 | 3–1 | 1–2 | 2–0 | 2–0 |
| Erzurumspor          | 2–0 | 1–1 | 0–1 | 1–3 | 5–0 | 2–2 | —   | 1–2 | 1–2 | 0–2 | 1–2 | 1–3 | 1–0 | 0–0 | 1–2 | 2–1 | 1–3 | 1–2 |
| Fenerbahçe           | 4–0 | 5–1 | 2–1 | 3–1 | 2–0 | 5–2 | 4–2 | —   | 2–1 | 4–3 | 3–0 | 2–0 | 4–0 | 1–0 | 2–1 | 4–2 | 5–2 | 3–1 |
| Galatasaray          | 4–1 | 1–2 | 2–0 | 2–0 | 2–1 | 1–2 | 7–0 | 0–0 | —   | 2–0 | 2–1 | 1–1 | 2–3 | 2–0 | 1–2 | 4–1 | 4–0 | 3–0 |
| Gaziantepspor        | 3–0 | 2–1 | 2–0 | 3–1 | 2–1 | 1–1 | 6–1 | 2–1 | 0–2 | —   | 1–0 | 0–0 | 0–0 | 2–1 | 4–0 | 4–0 | 1–1 | 3–1 |
| Gençlerbirliği       | 1–0 | 3–4 | 2–1 | 2–1 | 0–1 | 2–4 | 1–2 | 3–1 | 1–4 | 2–0 | —   | 3–0 | 0–0 | 0–0 | 1–0 | 2–0 | 0–2 | 2–1 |
| İstanbulspor         | 1–6 | 0–2 | 2–0 | 2–3 | 2–4 | 1–3 | 1–0 | 1–2 | 3–5 | 0–1 | 2–1 | —   | 1–1 | 1–0 | 0–0 | 2–1 | 1–0 | 0–4 |
| Kocaelispor          | 4–3 | 4–0 | 5–0 | 1–1 | 0–0 | 4–2 | 1–0 | 0–4 | 1–4 | 1–2 | 4–1 | 1–1 | —   | 2–1 | 1–0 | 1–1 | 3–2 | 2–2 |
| Rizespor             | 4–2 | 1–1 | 0–2 | 5–1 | 3–1 | 2–1 | 4–1 | 1–1 | 2–4 | 2–1 | 2–0 | 2–1 | 2–1 | —   | 0–1 | 3–0 | 2–1 | 1–0 |
| Samsunspor           | 3–1 | 3–0 | 4–2 | 2–3 | 2–0 | 2–1 | 2–2 | 1–3 | 1–1 | 3–3 | 1–2 | 2–3 | 3–0 | 1–1 | —   | 4–3 | 1–1 | 0–2 |
| Siirtspor            | 2–2 | 1–1 | 1–2 | 1–1 | 2–5 | 1–1 | 1–1 | 0–4 | 0–1 | 1–2 | 3–0 | 0–2 | 4–3 | 2–3 | 1–2 | —   | 1–4 | 1–3 |
| Trabzonspor          | 3–3 | 2–2 | 4–0 | 2–0 | 2–1 | 1–0 | 3–0 | 1–0 | 1–1 | 3–1 | 2–0 | 1–2 | 2–1 | 2–0 | 3–2 | 2–4 | —   | 1–1 |
| Yozgatspor           | 4–1 | 0–1 | 0–0 | 1–1 | 1–0 | 2–0 | 4–0 | 2–3 | 4–2 | 1–2 | 1–1 | 3–0 | 4–2 | 0–0 | 0–0 | 2–1 | 1–1 | —   |

## Artilheiros
Atualizado em 26 de maio de 2001
| Pos. | Jogador           | Clube          | Gols |
| ---- | ----------------- | -------------- | ---- |
| 1    | Okan Yılmaz       | Bursaspor      | 23   |
| 2    | Mário Jardel      | Galatasaray    | 22   |
| 3    | Cenk İşler        | Adanaspor      | 19   |
| 4    | Hami Mandıralı    | Trabzonspor    | 18   |
| 4    | Hasan Özer        | Gaziantepspor  | 18   |
| 4    | Pascal Nouma      | Beşiktaş       | 18   |
| 7    | Atilla Birlik     | Antalyaspor    | 16   |
| 7    | Sertan Eser       | İstanbulspor   | 16   |
| 9    | Andre Kona N'Gole | Gençlerbirliği | 15   |
| 9    | Fatih Tekke       | Gaziantepspor  | 15   |